# Base monétaire
La base monétaire, ou « monnaie banque centrale » ou monnaie centrale, notée M0, désigne la monnaie qui a été créée directement par la banque centrale (BC). 

## Concept
La monnaie banque centrale se compose à la fois des billets et pièces en circulation (qui représentent environ 15 % de la masse monétaire M1) et des avoirs monétaires détenus par les titulaires de comptes auprès de la banque centrale (les banques commerciales). 
Cette monnaie banque centrale est précieuse pour les banques commerciales car elles ne peuvent en créer. Néanmoins, celles-ci ont le droit de créer la monnaie scripturale (monnaie écriture). La banque centrale est la seule maîtresse de l'émission des billets et des pièces. Or, le règlement des dépenses sur le marché interbancaire ne peut se réaliser qu'en monnaie banque centrale, et non en monnaie scripturale (que les banques commerciales peuvent créer).
Les dépôts à la banque centrale se présentent le plus souvent sous la forme de « réserves obligatoires ». 
Elles correspondent à l'obligation pour les établissements financiers (les banques) de détenir à la banque centrale un certain pourcentage minimum des dépôts à vue ou à terme de leurs clients. Ce taux dépend des zones monétaires.
Depuis janvier 2012, en zone euro, il est maintenu à 1 %. Le taux de réserves obligatoires est un outil de politique macroprudentielle.
Dans la zone euro, lorsque les banques constituent ces réserves, ces derniers sont rémunérés à hauteur de l'un des trois taux directeur décidés par la Banque centrale européenne : le taux de rémunération des dépôts.
La banque centrale qui souhaite calmer une dynamique de création de crédit trop importante (de peur de voir l'inflation exploser) peut jouer sur la quantité de la monnaie banque centrale. En limitant l'émission de monnaie banque centrale et en augmentant le taux de réserves obligatoires, la banque centrale oblige les banques commerciales à réduire la création de crédit.

## Base monétaire et effet multiplicateur du crédit
À partir de cette base monétaire, les banques, par les crédits qu'elles accordent, peuvent accroître, si elles ont la demande, la quantité de monnaie scripturale et donc la masse monétaire. Du fait de l'effet multiplicateur du crédit, la masse monétaire est égale à la monnaie banque centrale multipliée par le multiplicateur du crédit. L'équation peut s'écrire ainsi : 
M = k * MC
où M est la masse monétaire totale, k est le multiplicateur du crédit, et MC est la monnaie banque centrale.